# Valmiera
Valmiera est une ville de la région de Vidzeme en Lettonie (Volmar en français). Elle a 27 217 habitants pour une superficie de 18,1 km2.

## Histoire
Appelée en allemand Wolmar, la ville aurait été fondée par le roi danois Valdemar II, mais serait sans doute plus ancienne. Un château (dont il reste des ruines) y fut construit en 1283 par l'ordre de Livonie. Elle connut un certain essor aux XIVe et XVe siècles. En 1364, elle se porta caution avec les villes de Wenden et de Riga lors de la conclusion d'un cessez-le-feu entre l'ordre de Livonie et le roi danois Waldemar. Elle accueillit un congrès de la Hanse en 1434. Elle appartint au duché de Livonie du temps des Suédois. Appelé Walmare en letton et Wolmari-Lin en estonien, elle était baptisée Vladimirets/Volodimirets dans les chroniques russes. En 1560, la ville et ses environs furent dévastée par les forces d'Ivan le Terrible. Elle fit ensuite partie du gouvernement de Livonie à l'époque de l'Empire russe et était chef-lieu de district.

## Galerie

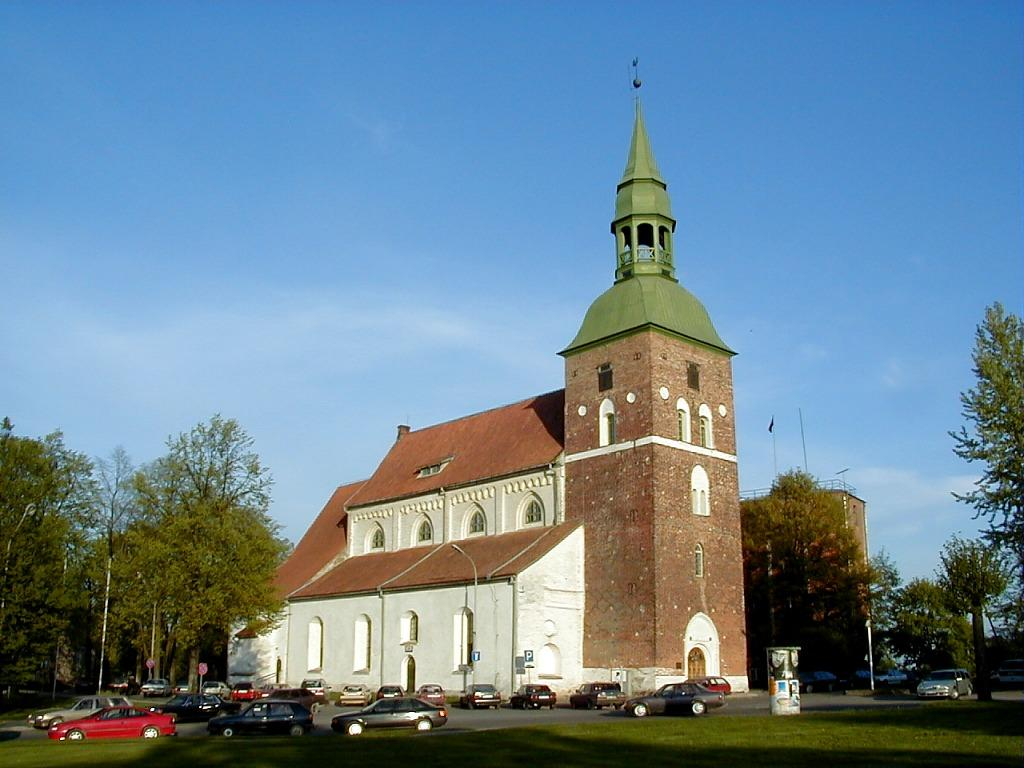
L'église.
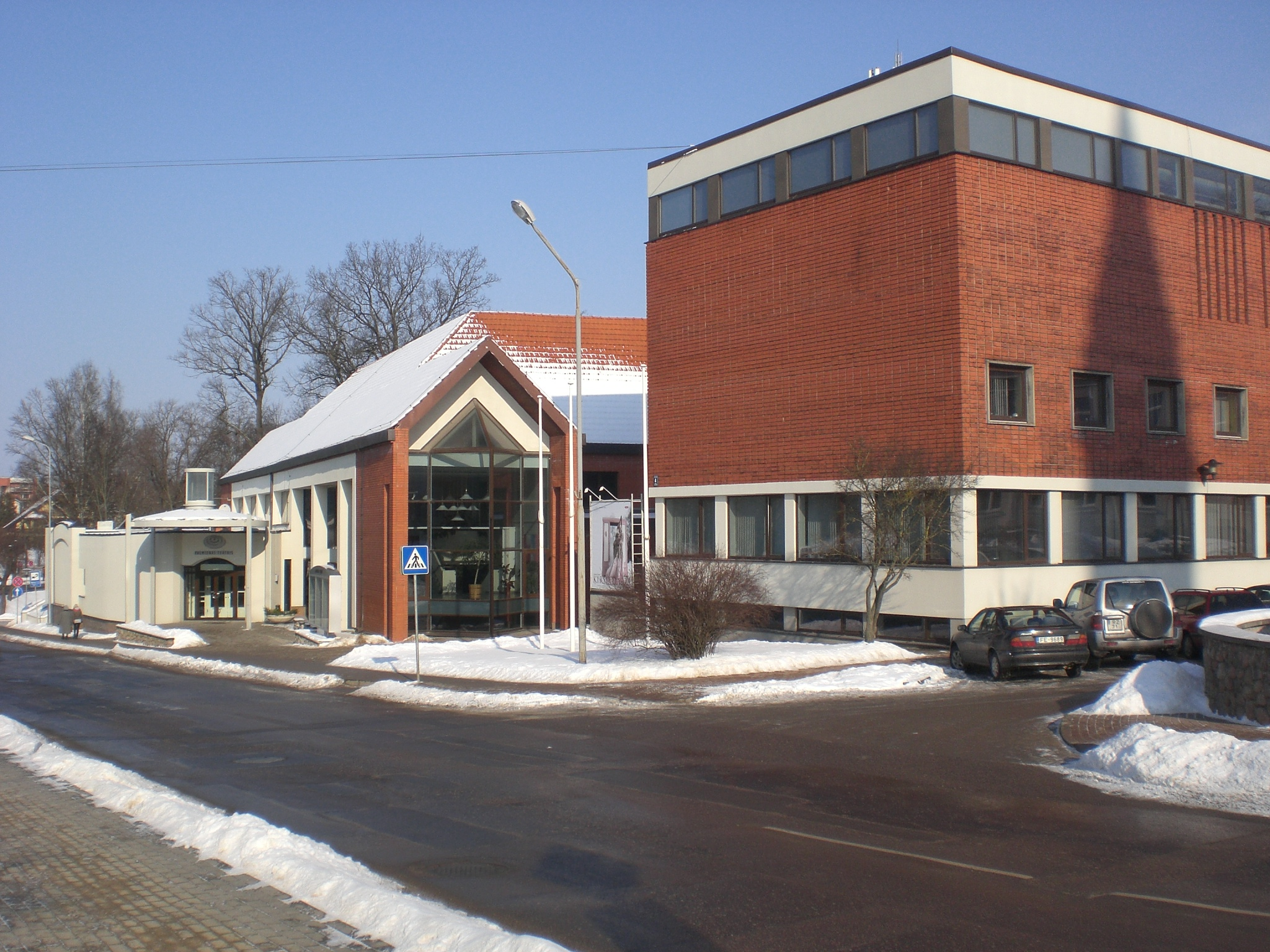
Le théâtre.
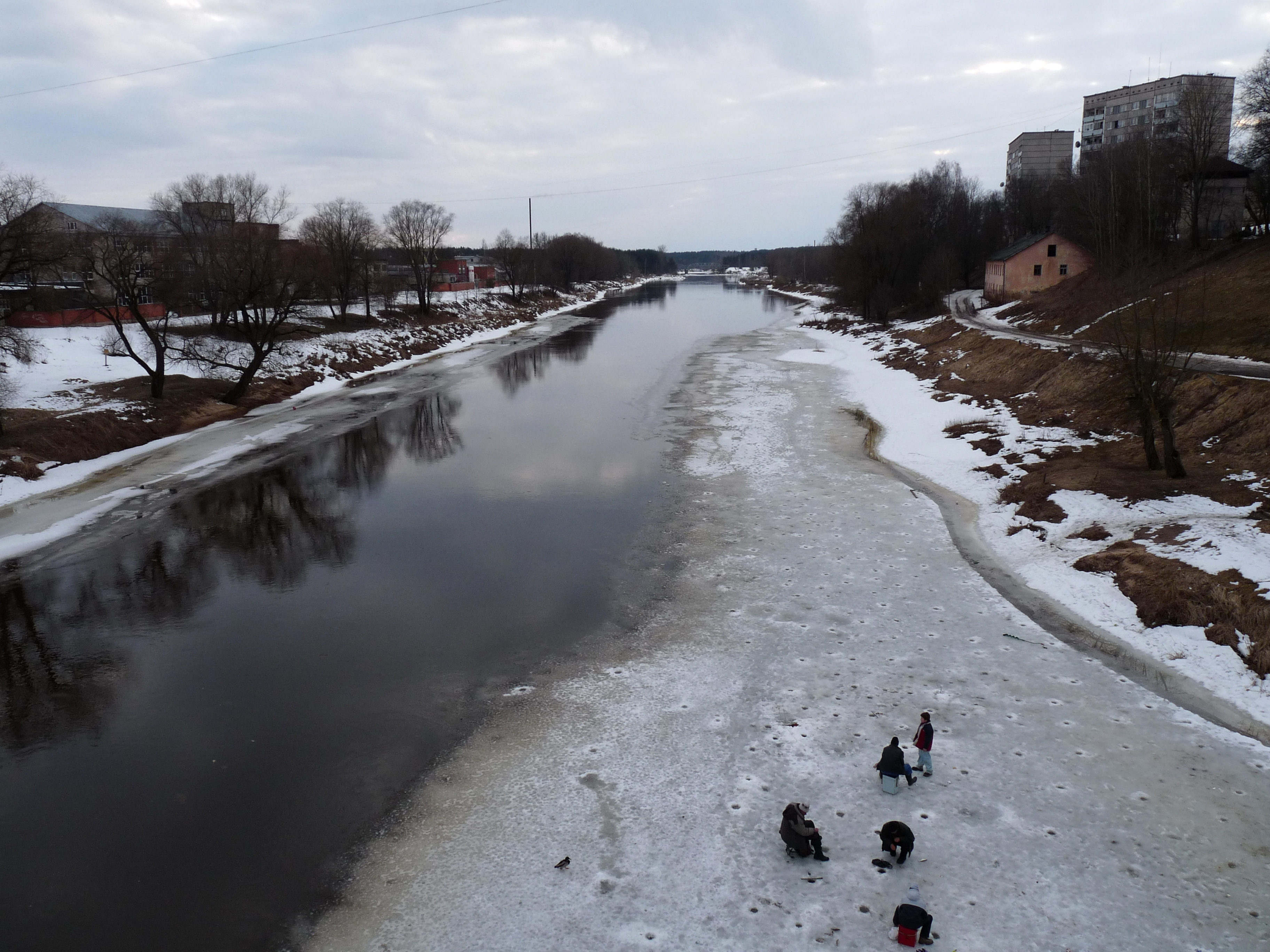
Pécheurs sur la rivière Gauja.
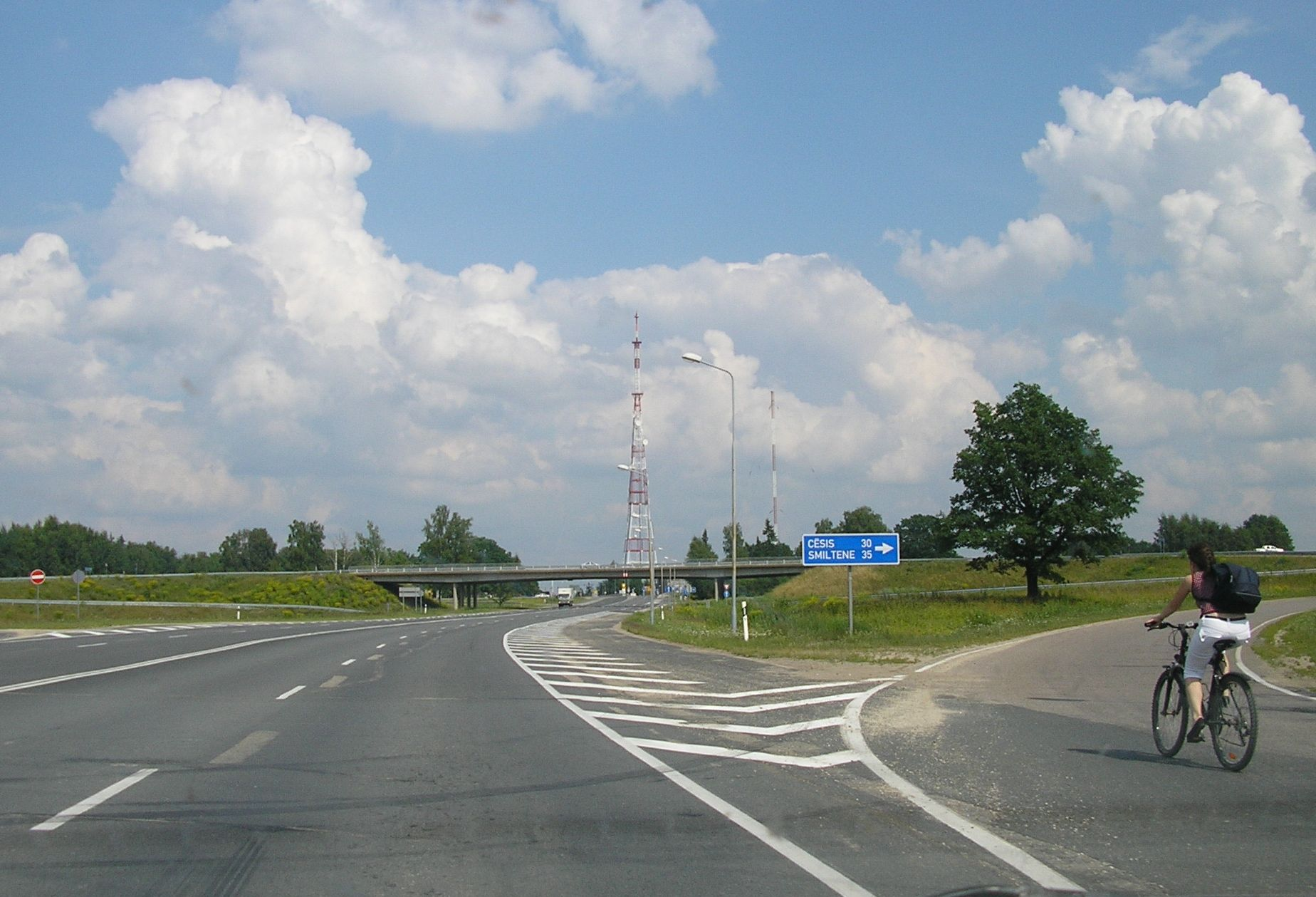
La route A3 à Valmiera.